# Nová aula (VŠB – Technická univerzita Ostrava)
Nová aula VŠB – Technické univerzity Ostrava (nazývaná také zkráceně Aula VŠB-TUO) se nachází v areálu VŠB – Technické univerzity Ostrava v Ostravě-Porubě v Moravskoslezském kraji. Je to moderní víceúčelová bezbariérová budova, která od roku 2006 slouží jako místo slavnostních shromáždění, promocí, imatrikulací, přednášek, domácích i mezinárodních kongresů a konferencí a kulturních akcí. Visuté chodby Novou aulu praktickým způsobem propojují s dalšími budovami VŠB-TUO. Hlavní sál objektu má kapacitu 465 míst a jeho součástí jsou galerie s boxy pro novináře, tlumočníky, audio a video techniku a režii. K Nové aule patří také rektorský salonek a další přednáškové místnosti, bufet, výtah, technické zázemí a exteriér s akademickým náměstím s amfiteátrem a umělou vodní kaskádou a také podzemní a nadzemní parkoviště.
Z pohledu architektury Nová aula dobře "zakončuje" památkově chráněnou Hlavní třídu v Porubě. Nová aula a Centrum informačních technologií VŠB – Technické univerzity Ostrava získaly v roce 2007 Cenu Grand Prix v soutěži Stavba roku Moravskoslezského kraje.
Nová aula byla navržená ostravským Ateliérem Idea. Stavbu Nové auly prováděla firma OHL ŽS, a. s. a probíhala v období od července 2004 do června 2006.

## Další informace
V sousedství auly se nachází Geologický pavilon profesora F. Pošepného a Fakultní nemocnice Ostrava.

## Galerie

Interiér Nové auly
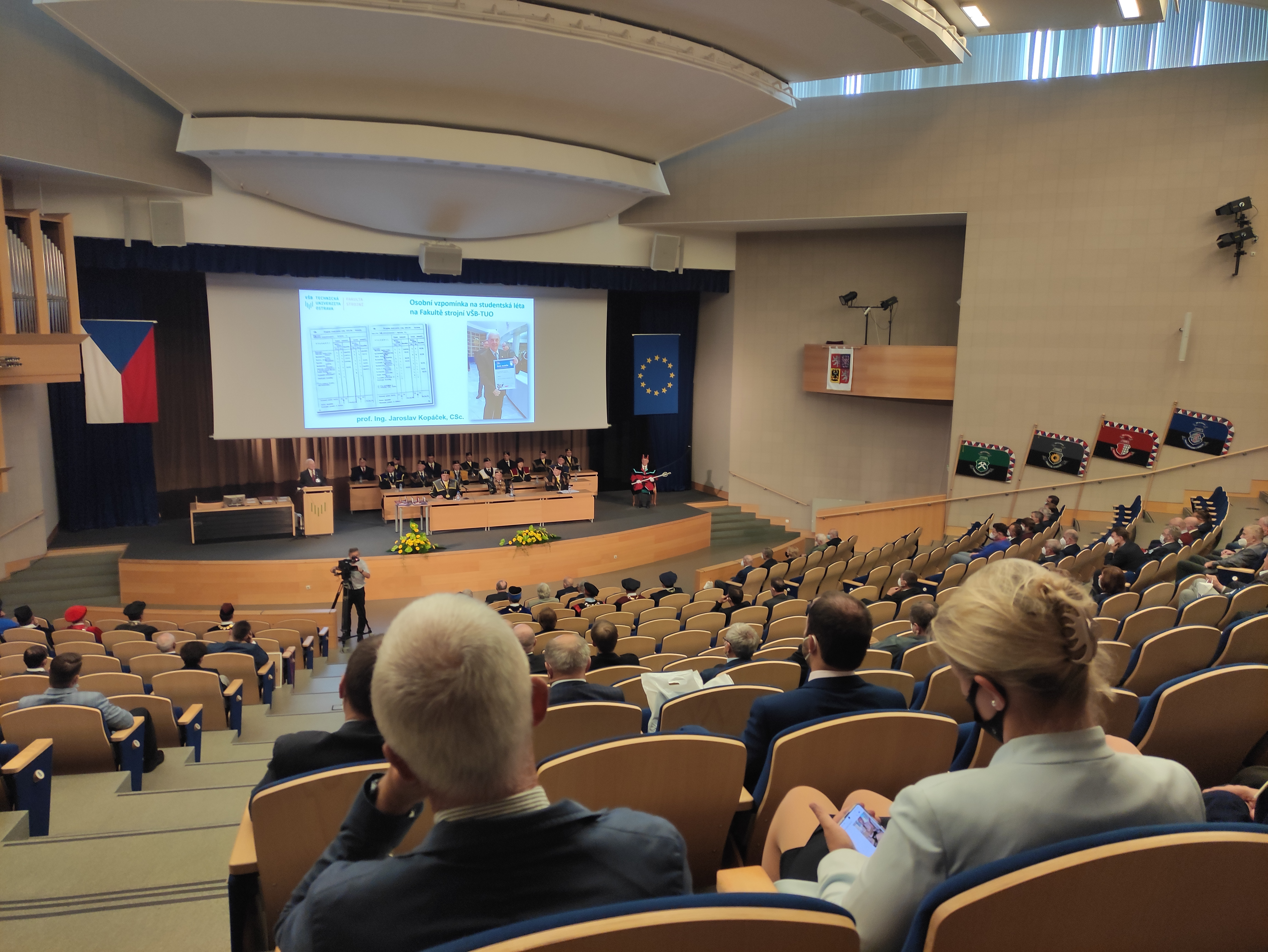
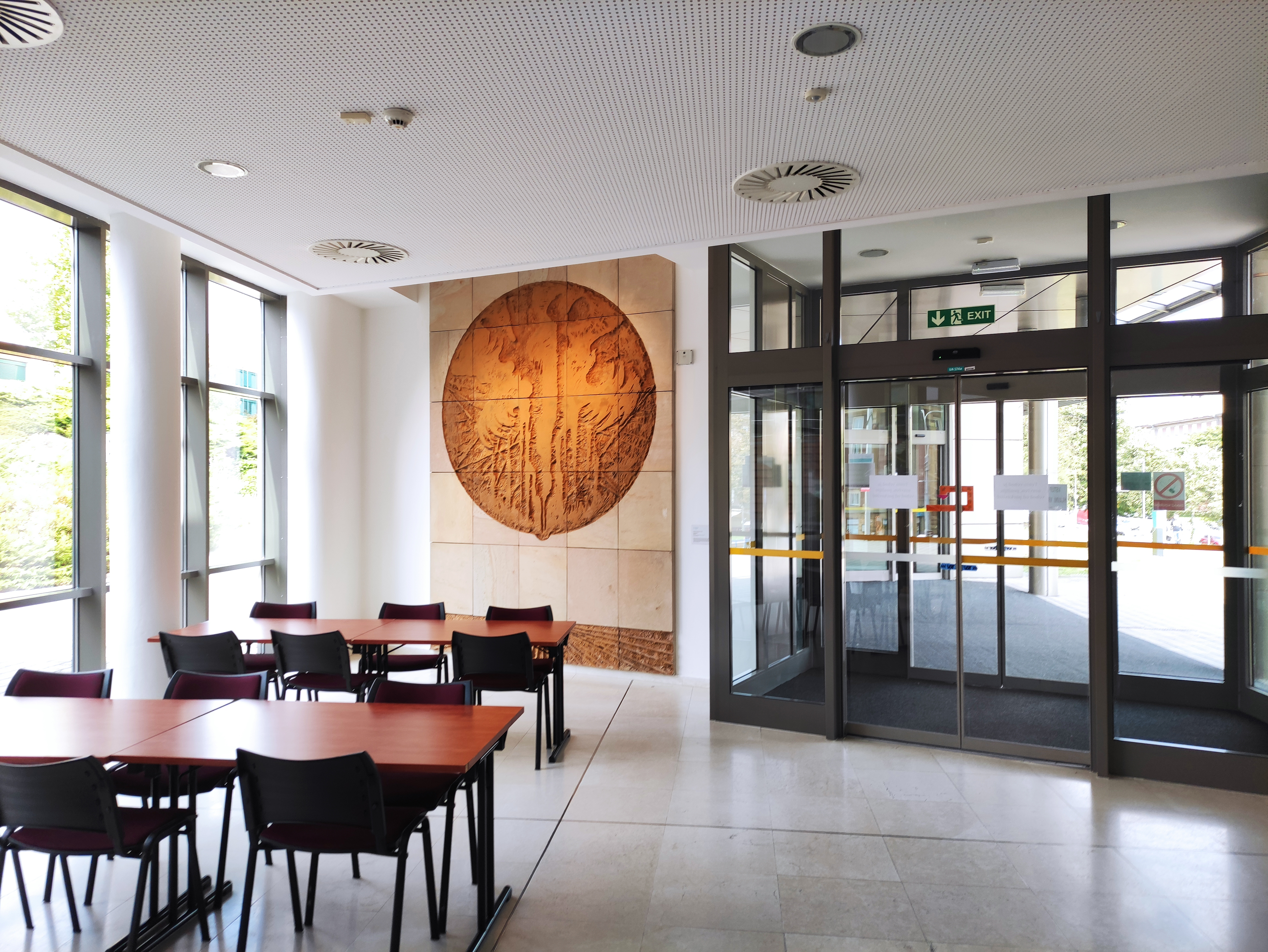
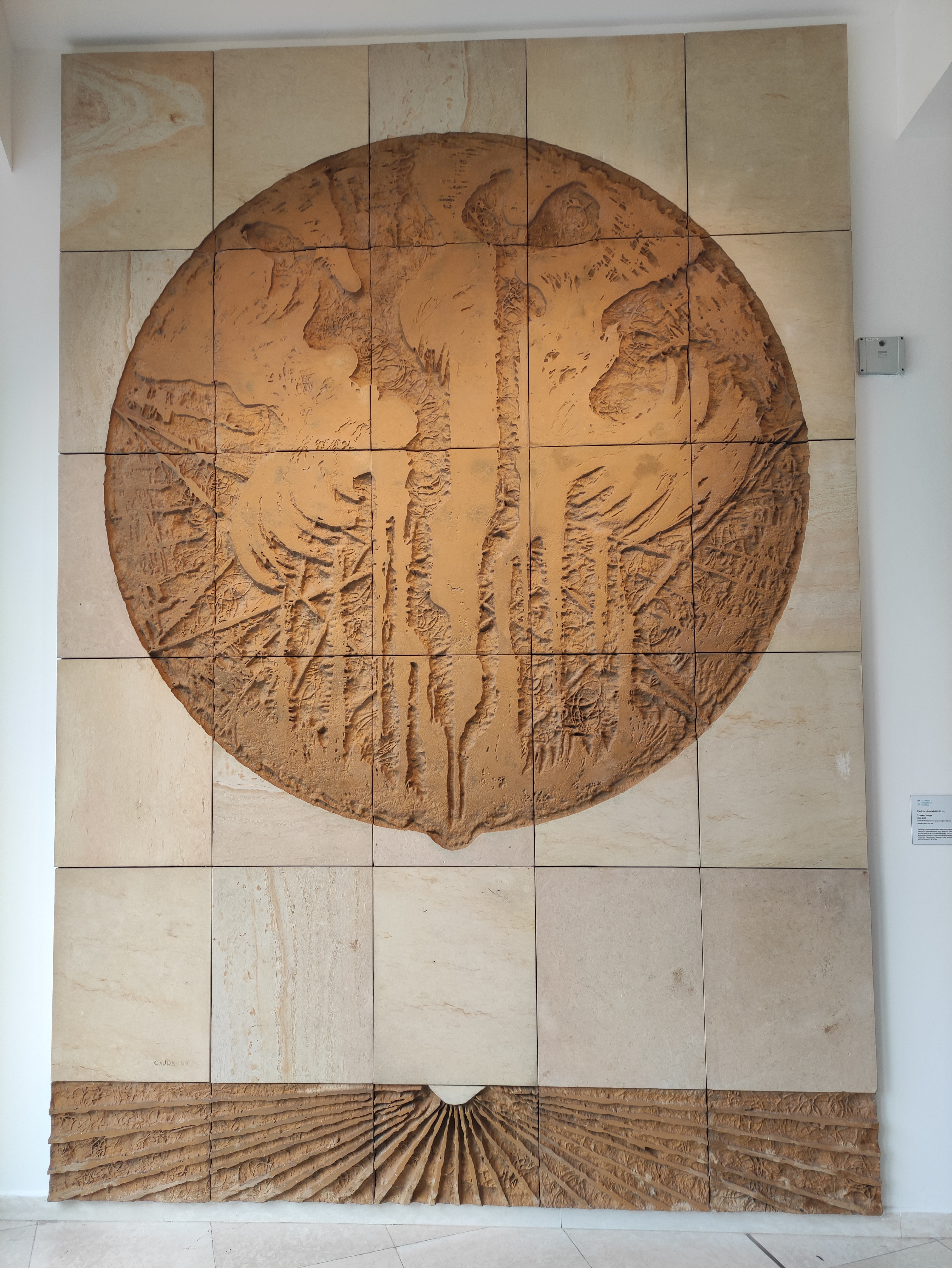

Exeriér Nové auly
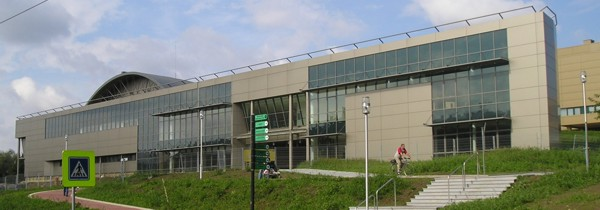
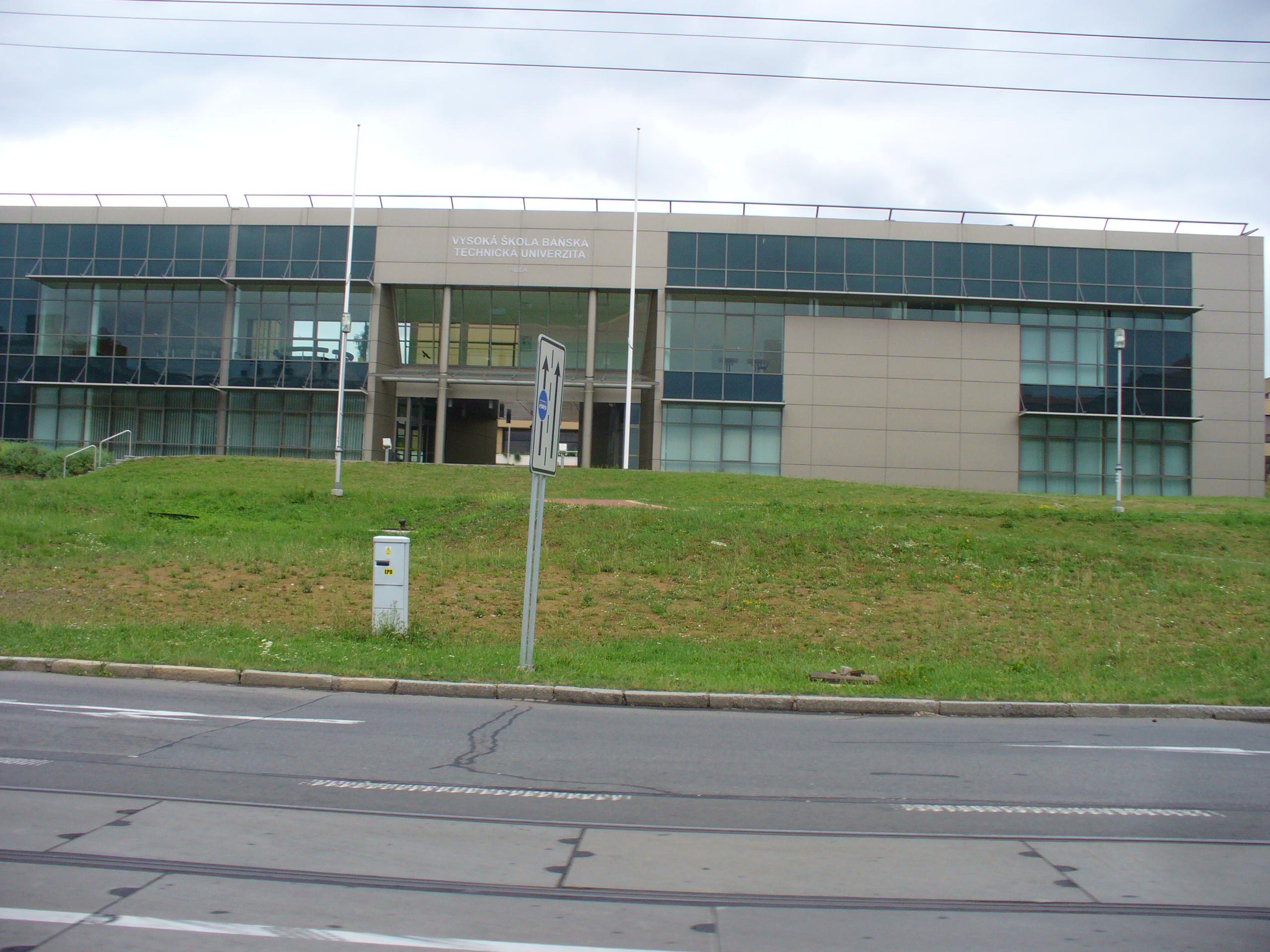
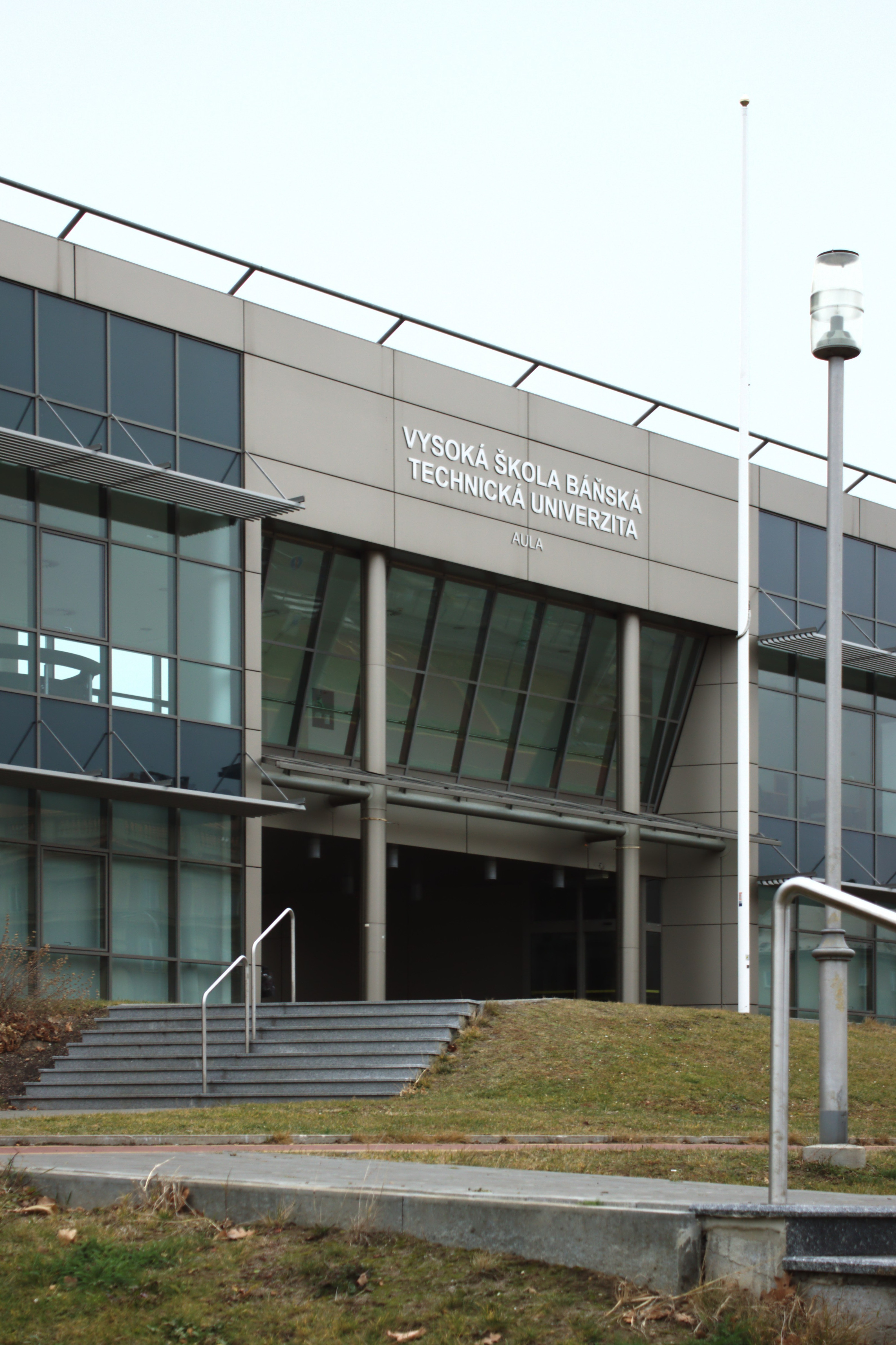
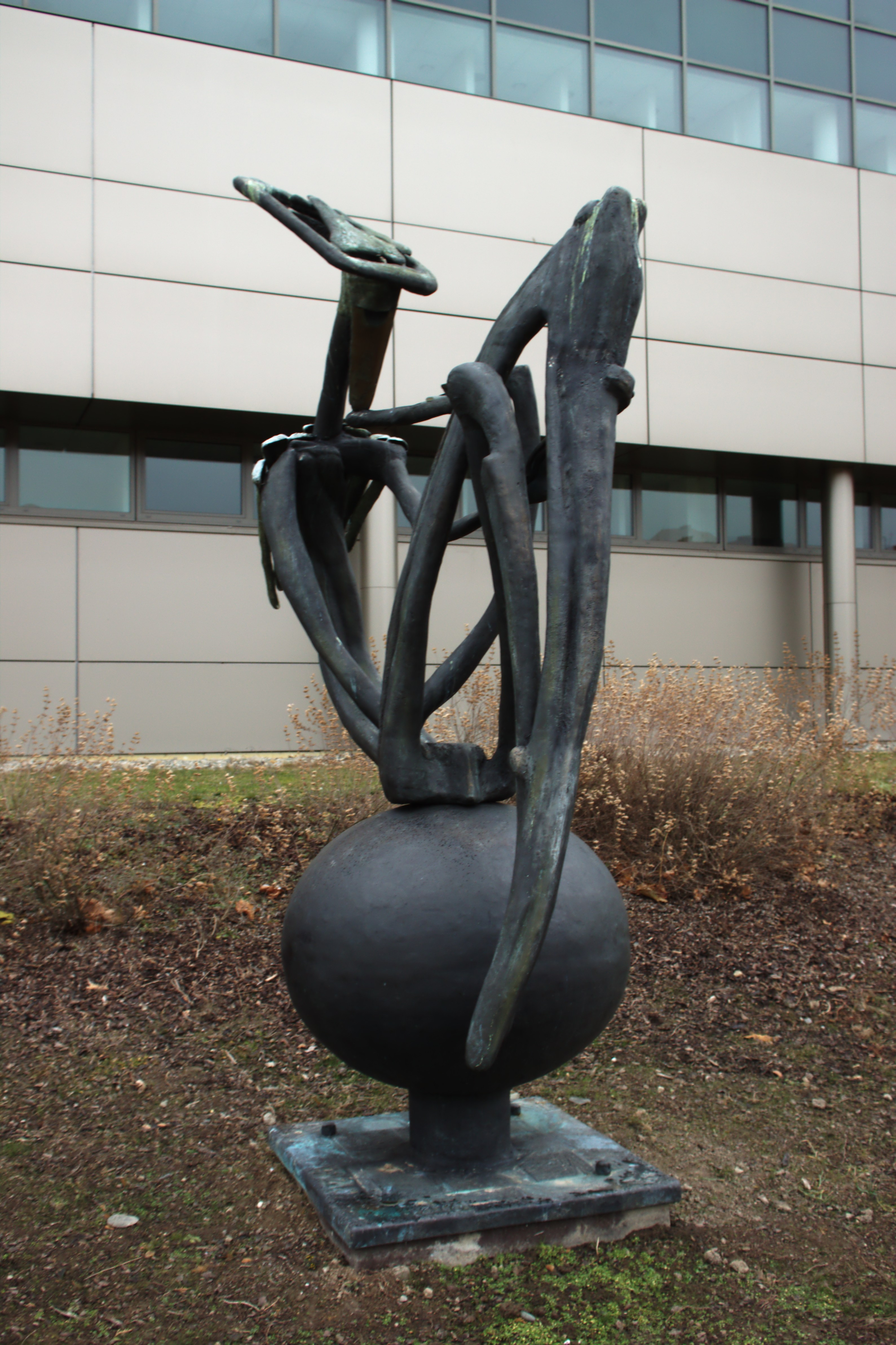
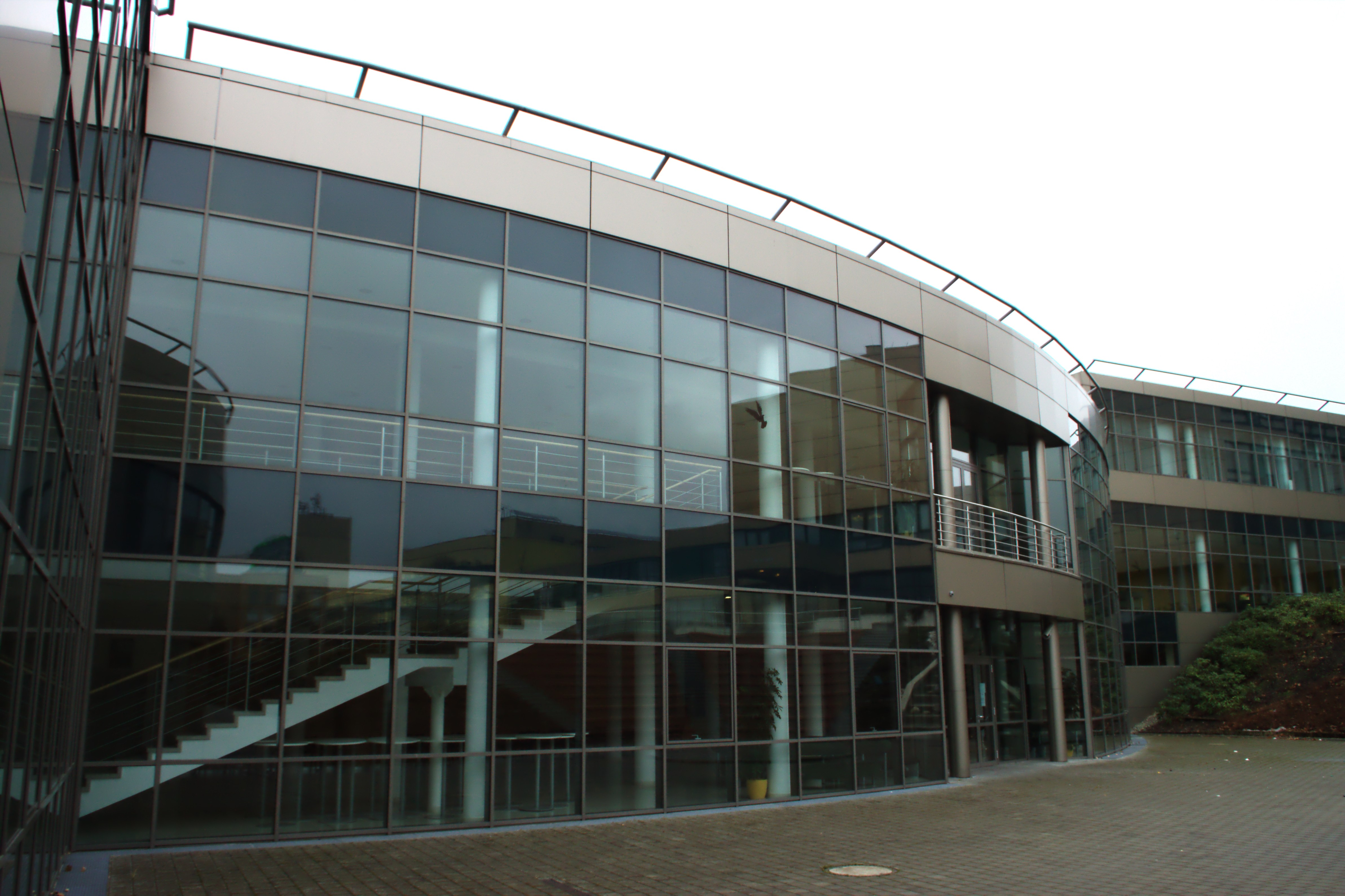
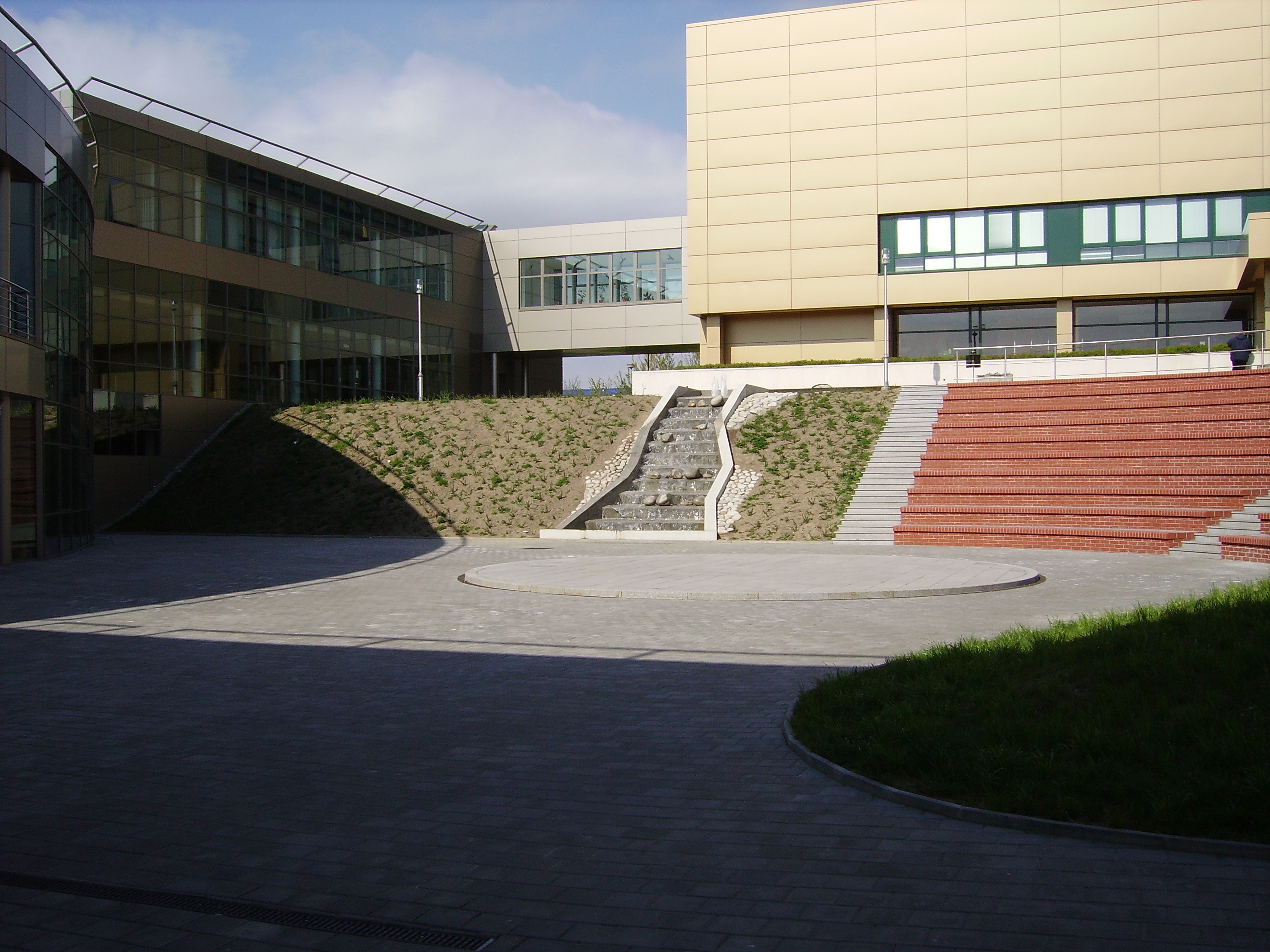